# Ferentillo
Ferentillo è un comune italiano di 1 769 abitanti della provincia di Terni in Umbria, diviso in due borghi, Matterella e Precetto, dal fiume Nera.

## Geografia fisica

### Territorio
Ferentillo è situato nella Valnerina, dove il fiume Nera discende attraverso la gola della Valle Suppegna.

### Clima
- Classificazione climatica: zona D, 1838 GR/G

## Storia

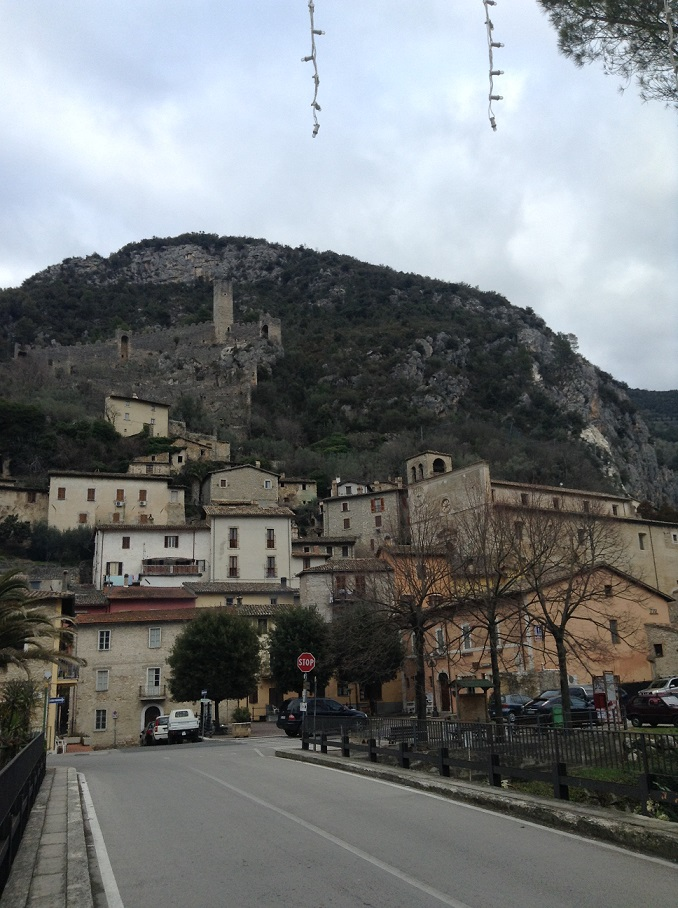
Veduta del borgo di Precetto con in alto la rocca e la chiesa di S. Stefano sulla destra

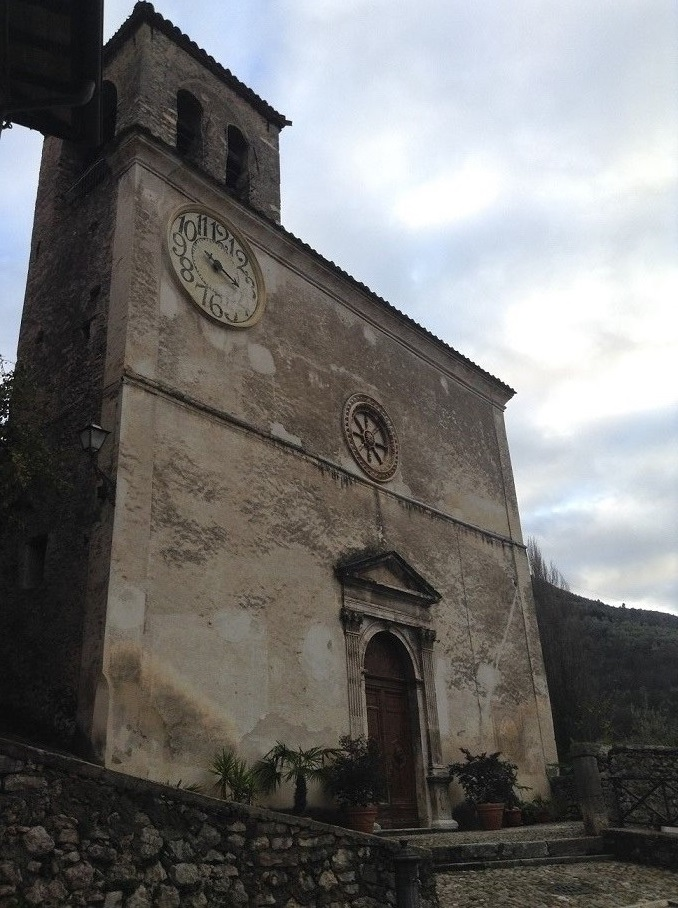
La chiesa di Santo Stefano a Precetto

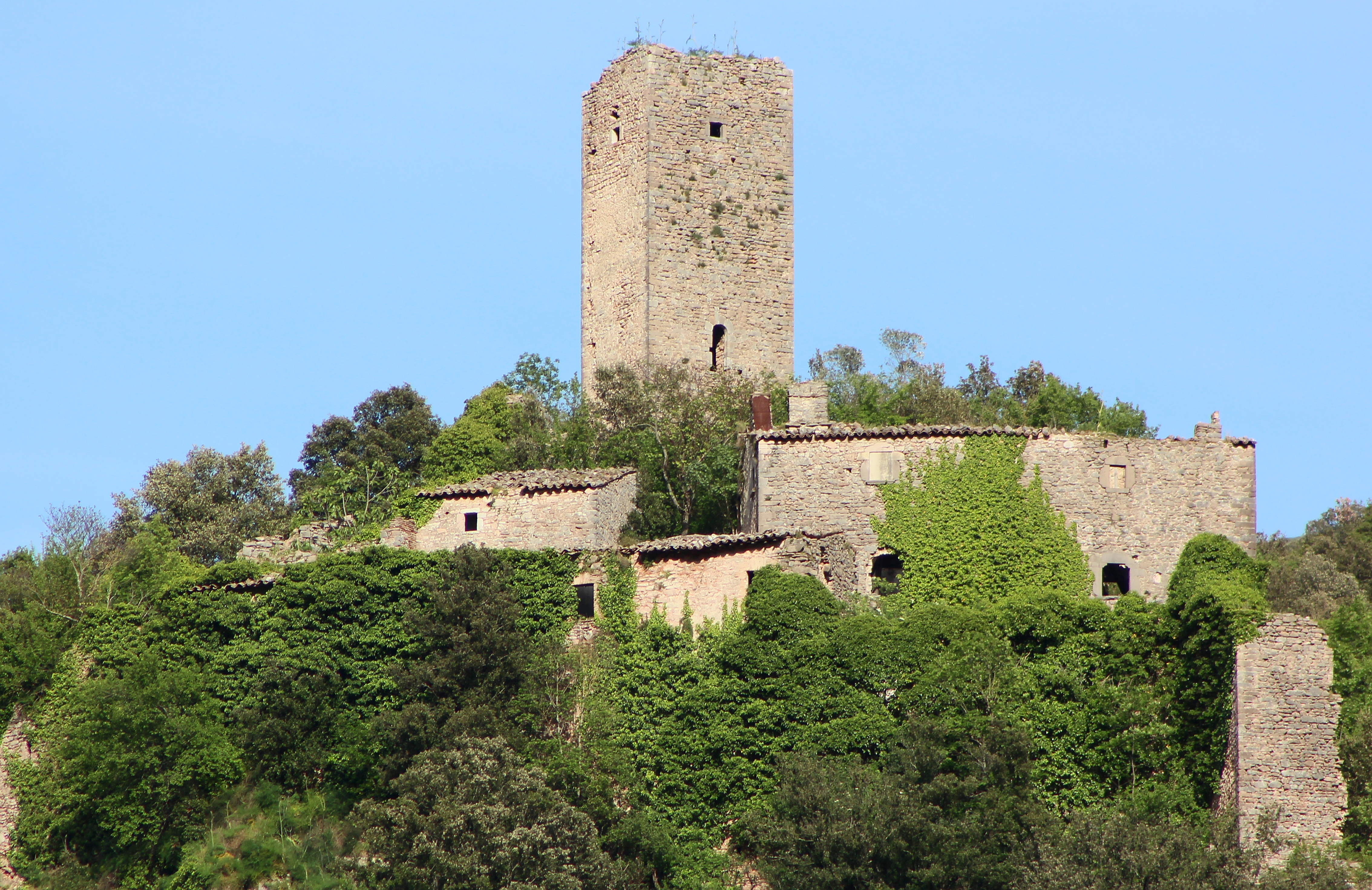
Il castello abbandonato di Umbriano

Nel 740 il re dei Longobardi, Liutprando, lasciata l'antica città di Ferento, giunse in Valnerina. Colonizzò questi territori disabitati circondati da malsane paludi, fondando il nuovo paese che venne chiamato Ferentillo (dal latino Ferentillum, ovvero "piccola Ferento") in ricordo della patria abbandonata. Il paese è attraversato dal fiume Nera che lo divide in due nuclei: Precetto e Matterella caratterizzati da palazzetti gentilizi, artistiche chiese e vicoli a ventaglio. L'imponente presenza delle due rocche che fin dal 1100 dominano il paese, e di quella di Umbriano serviva come baluardo per la difesa della vicina Abbazia di San Pietro in Valle edificata nel 720 da Faroaldo II, Duca longobardo di Spoleto, che ampliò la chiesa fondata dagli eremiti Giovanni e Lazzaro nel 535. Le vicende di Ferentillo seguirono sempre quelle dell'Abbazia e il feudo abbaziale tentò di rendersi indipendente sia dal Ducato di Spoleto sia dal Capitolo Lateranense; il territorio divenne un piccolo Stato nel 1484 grazie a papa Innocenzo VIII Cybo che nominò primo Signore suo figlio naturale (legittimato) Franceschetto Cybo.
Questi sposò Maddalena de' Medici e nel 1515 suo figlio, Lorenzo Cybo, prese in moglie Ricciarda Malaspina unendo così Ferentillo al marchesato, poi principato e ducato, di Massa e Carrara.
Grazie al mecenatismo di questa illustre famiglia, Ferentillo acquistò importanza non solo dal punto di vista culturale ma anche sociopolitico; infatti nel 1563 il principe Alberico Cybo Malaspina firmò gli Statuti garantendo l'indipendenza del territorio da ogni interferenza sia ecclesiastica che spoletina. Un principato libero e sovrano, con proprie leggi e proprio Statuto, lo Status Ferentilli Serenissimi Ducis Massae Cybo, che durò fino al 1730 quando Alderano Cybo lo vendette a Nicolò Benedetti di Spoleto, da cui passò in eredità ai Montevecchio di Fano.
In seguito alla vendita di alcuni territori di pertinenza del ducato, il 1º ottobre 1847 papa Pio IX riconobbe al francese Louis Désiré de Montholon-Sémonville il titolo di principe di Umbriano e di Precetto (unitamente a quello di conte di San Michele di Bagnorea, già in capo ai Benedetti).

Ferentillo divenne comune nel 1860 con l'Unità d'Italia. Inizialmente assegnato al circondario di Spoleto, passò nel 1897 al circondario di Terni.

## Monumenti e luoghi d'interesse

### Matterella
- Collegiata di Santa Maria (XIII secolo, ricostruita nel XVI secolo). Sul portale si trova l'affresco dal titolo Madonna e due angeli risalente al XV secolo. L'interno è a tre navate divise da arcate ogivali disposte su colonne e pilastri. Cinque nicchie aperte nel XVI secolo ospitano affreschi della Scuola di Raffaello (Jacopo Siculo 1543, Orlando Merlini 1507, Pierino Cesarei 1559), e di Pier Matteo Piergili (1557).
- Rocca medievale della Matterella

### Precetto
- Chiesa di Santo Stefano (XIII secolo-XVI secolo). Chiesa sviluppata su due piani, quello in basso risalente intorno al XIII secolo, quello in alto intorno al XVI secolo. Interno a tre navate con affreschi attribuiti alla scuola del Perugino o di Iacopo Siculo 1559. Una cripta, lunga quanto l'edificio e divisa da pilastri in due navate e arricchita da frammenti di affreschi del XV secolo, fu utilizzata per diverso tempo come cimitero del comune; oggi ospita il Museo delle mummie.
- Museo delle mummie
- Chiesa del Gonfalone
- Rocca medievale del Precetto
- Palazzo Montholon

### Monterivoso
- Museo degli antichi mestieri e della civiltà contadina

### Macenano
- Abbazia di San Pietro in Valle (VI-VIII secolo)
- Affreschi di scuola romana, i più antichi dell'Umbria (XIII secolo)
- Chiostro e convento XIII secolo
- Reperti archeologici (I secolo a.C. - 111 - IV secolo d.C.)

### Umbriano
- Castello di Umbriano

### Falesie di Ferentillo
Il luogo è famoso anche per la presenza di importanti falesie conosciute e praticate dagli arrampicatori di tutta Europa.

## Società

### Evoluzione demografica
Abitanti censiti

## Geografia antropica

### Frazioni
Umbriano, Ampognano, Castellonalto, Castellone Basso, Colle Olivo, Colli, Gabbio, Leazzano, Le Mura, Lorino, Macchialunga, Macelletto, Macenano, Terria, Monterivoso, Nicciano, Sambucheto, San Mamiliano.

#### Macenano
Detta anche Lavalle è la frazione più grande del comune di Ferentillo, dove risiede l'Abbazia di San Pietro in Valle. All'interno della Badia il grande affresco del XII secolo «impostato su un ritmo classicheggiante, definito da una linea flessuosa e modulata» all'interno del quale è noto il dettaglio di Adamo che impone il nome agli animali. La frazione è divisa in due dalla s.s. Valnerina: la parte alta Borghetto e la parte bassa Colleponte.

#### Terria
Terria è una piccola frazione raccolta intorno ad un castello. Si trova ad un'altezza di 425 m s.l.m.; in seguito ad una pesante emigrazione, il borgo e la vicina Terria di Contra sono oggi popolate da appena 30 abitanti (censimento Istat 2001).

#### Monterivoso
Monterivoso è un piccolo borgo situato a circa 1 km da Ferentillo. I principali luoghi d'interesse sono la chiesa di Sant'Antonio, sita nel punto più alto del borgo e attualmente (2008) ancora in fase di restauro; la chiesa di Santa Lucia, sita poco fuori del borgo in mezzo alla campagna; il museo degli antichi mestieri e della civiltà contadina.

## Infrastrutture e trasporti

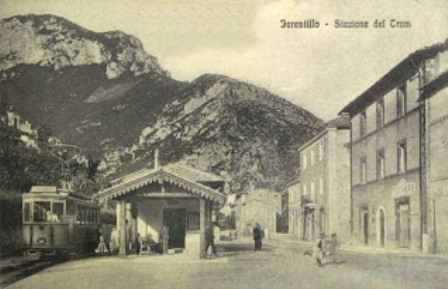
Il capolinea del tram a Ferentillo, in una cartolina d'epoca

Attraversata dalla strada statale 209 "Valnerina", Ferentillo era collegata, nel periodo compreso tra il 1909 e il 1960, con il capoluogo tramite la tranvia Terni-Ferentillo, un'infrastruttura nata per agevolare il trasporto delle merci e delle persone lungo la valle della Nera che risultò determinante ai tempi dell'industrializzazione della stessa.
Adesso è servita dalla linea 621 di Busitalia Umbria con svariate corse nell’arco della giornata.

## Sport

### Calcio
La principale squadra di calcio della città è l'A.S.D. Ferentillo-Valnerina che milita nel girone C umbro di Seconda categoria.

## Amministrazione

### Gemellaggi
- Sérignan-du-Comtat, Francia.